# East Malling Research

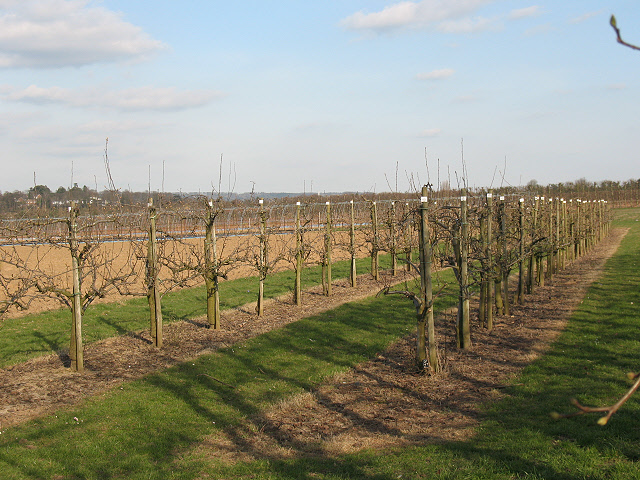
Obstplantage in East Malling

East Malling Research ist ein Forschungsinstitut für Obstbau; es liegt in East Malling and Larkfield in der englischen Grafschaft Kent. Bekannt ist es vor allem für die aus East Malling stammenden Unterlagen im Obstbau. Die Unterlagen, zu denen beispielsweise die weitverbreitete und ausschließlich als Unterlage verwendete Apfelsorte M9 gehört, prägen den kommerziellen Anbau.
In East Malling fanden die ersten Versuche zur Lagerung unter kontrollierter Atmosphäre von Äpfeln statt, bei denen diese fast unter Ausschluss von Sauerstoff über Monate gelagert werden können. Aus East Malling stammen einige Dutzend Obstsorten, vor allem Äpfel, die heute weltweit kommerziell angebaut werden.
Das Institut wurde 1913 auf Initiative lokaler Obstzüchter gegründet, war über Jahrzehnte staatlich und ist seit 2005 privat organisiert. Seit den 1980ern unterliegt das Institut wiederholt massiven Kürzungen und Umstrukturierungen. Im Laufe seiner hundertjährigen Geschichte änderten sich immer wieder Namen und Organisationsstruktur der Einrichtung, so dass sie ehemals auch als Wye College Fruit Experimental Station, East Malling Research Station, Institute of Horticultural Research (IHR), oder Horticultural Research International (HRI) bekannt war. Umgangssprachlich wird der Name der Station daher meist nur als East Malling, ohne weitere Zusätze, angegeben.

## Geschichte

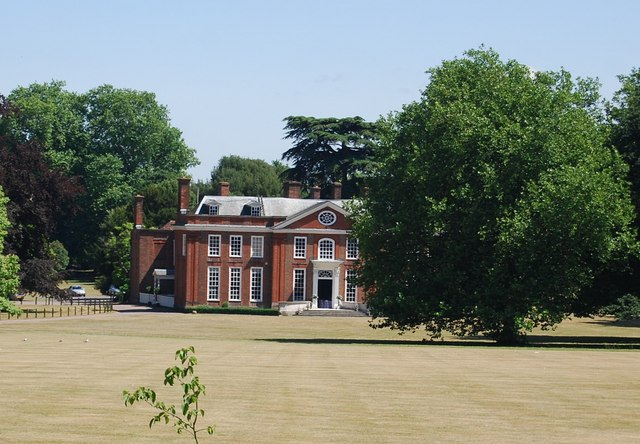
Bradbourne House. Ehemals Hauptsitz, heute größtenteils extern vermietet

Die Geschichte von East Malling Research begann am Ende der Hochphase britischer Apfelzucht. In der zweiten Hälfte des 19. Jahrhunderts und um die Jahrhundertwende hatten zahlreiche private Züchter wie Richard Cox oder die Laxton Brothers tausende neue Apfelsorten gezüchtet und in den Handel gebracht. Seit der Jahrhundertwende änderte sich die Industrie, und die Züchtungen wurden verwissenschaftlicht. Vor East Malling waren bereits wissenschaftliche Versuchsstationen zur Obstzucht in Long Ashton im Südwesten Englands (1903, The National Fruit and Cider Institute) und Bayfordbury nördlich von London (1912, die John Innes Horticultural Institution) gegründet worden. Die Obstbauern des englischen Südostens, und insbesondere die der Grafschaft Kent übten Druck aus, dass auch in ihrer Region geforscht würde. 1913 pachtete das Wye College in Zusammenarbeit mit dem Board of Agriculture Land vom Kent County Council. Finanziert wurden die Anfänge des Instituts durch die Kent Incorporated Society for the Promotion of Experiments in Horticulture, einer Vereinigung regionaler Obstbauer. Das Institut hatte zu Beginn 22 Acres (knapp 9 Hektar) Land in East Malling, um dort eine Forschungseinrichtung für Obstbau einzurichten.
Die Wye College Fruit Experimental Station nahm 1914 unter ihrem Direktor Wellington die Arbeit auf. Nachdem Wellington 1914 in den Ersten Weltkrieg gezogen war, ersetzte ihn R.G. Hatton. Hatton blieb für 35 Jahre Direktor in East Malling und prägte das Institut. 1921 erlangte das Institut seine Unabhängigkeit und firmierte als The East Malling Research Station of the Kent Incorporated Society for Promoting Experiments in Horticulture. Um 1925 errichteten Freunde und Gönner des Instituts eine Stiftung, die heute East Malling Trust for Horticultural Research heißt, um eine finanzielle Grundversorgung der Einrichtung zu sichern.

### Systematisierung und Züchtung von Unterlagen

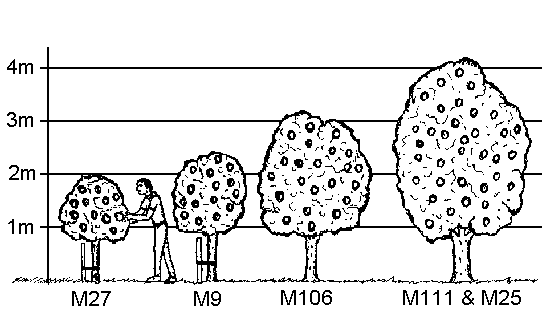
Verschiedene Unterlagen der Malling-Serie

East Malling bekam zu seiner Gründung zahlreiche Unterlagen, vor allem aus Frankreich. Da Apfelsorten sich nicht aus Samen vermehren lassen – die Früchte aus den Samen würden einer neuen Sorte angehören – werden sie per Veredlung auf Unterlagen gezogen: Wurzel und unterer Stamm sind von einer Sorte, der Rest des Baums von einer anderen. Die Unterlagen existieren teilweise seit mehreren hundert Jahren, waren aber Anfang des 20. Jahrhunderts meist nur lokal verbreitet, hatten verschiedene Bezeichnungen, und insgesamt herrschte wenig Übersicht. Auch die nach East Malling gebrachten Unterlagen waren nicht systematisiert und meist weder beschrieben noch besonders gekennzeichnet. Das erste große Unterfangen war die Klassifikation und Sortierung der Unterlagen, die damals in Europa üblich waren. Im Laufe mehrerer Jahre systematisierte und klassifizierte das Institut Unterlagen. Aus den erfolgversprechendsten der untersuchten Unterlagen entstand die „M“-Serie, die heute noch den Anbau prägt. Die weltweit verbreitete M9 war die neunte dieser systematisierten Unterlagen aus Frankreich. Direkt in East Malling – in Zusammenarbeit mit dem John Innes Institut in Merton – gezüchtet wurden allerdings die Blattlaus-resistenten Unterlagen der Serie MM101 bis MM115; ebenfalls aus East Malling kommen, in Zusammenarbeit mit dem Institut in Long Ashton, die virusfreien Unterlagen der Serie EMLA.

### Entwicklung des CA-Lagers

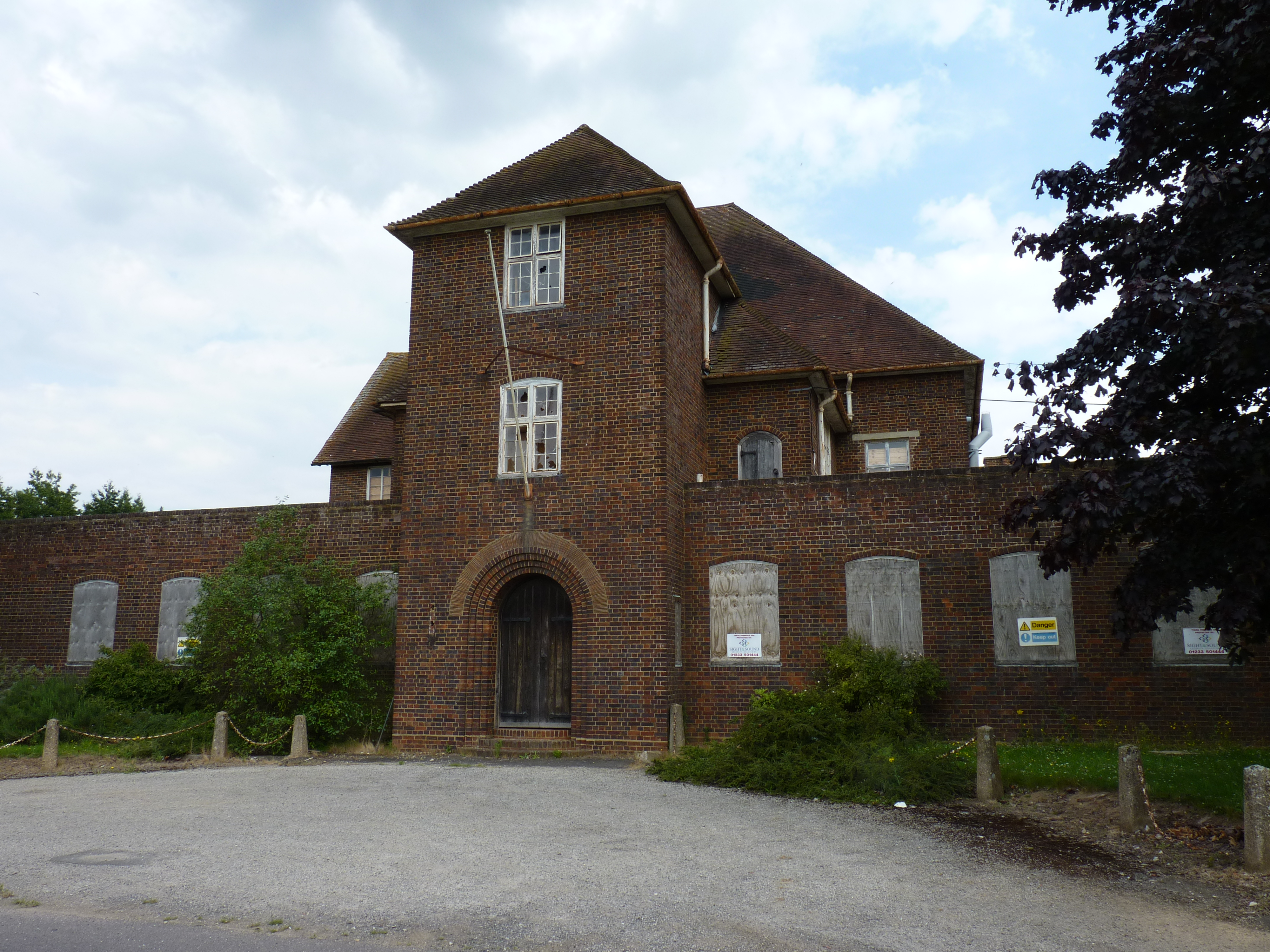
Im Ditton-Laboratory fanden die Versuche zur Entwicklung des CA-Lagers statt.

Im Jahr 1929 eröffnete das Ditton Laboratory, das einige Kilometer entfernt in Ditton lag, aber zum Institut gehört. Das Labor erweiterte die naturwissenschaftliche Forschungsmöglichkeiten erheblich. Der Forscher Cyril West ging 1930 ganz von Cambridge nach East Malling, um hier weiterzuforschen. Er führte hier um 1940 Experimente zur Nach-Ernte-Behandlung und Lagerung von Äpfeln durch, aus denen sich dann die Lagerung unter kontrollierter Atmosphäre (CA-Lagerung) entwickelte.

### Nach dem Zweiten Weltkrieg
Bis in die 1950er-Jahre hatte sich das Gelände bis auf 500 Acres (etwa 200 Hektar) ausgedehnt, dazu gehörten unter anderem die 200 Acres des Bradbourne Estate, die das Institut 1938 gekauft hatte. Zu dieser Zeit arbeiteten 110 Angestellte in acht Abteilungen im Institut. Sie betrieben sowohl Zuchtversuche wie auch Grundlagenforschung zur Physiologie der Pflanzen. Dabei hatte East Malling seine Forschung über Äpfel hinaus ausgedehnt und befasste sich beispielsweise auch intensiv mit Himbeeren. Die East Malling Research Station war zu dieser Zeit organisatorisch unabhängig, vor allem durch den britischen Staat finanziert und arbeitete eng mit der Universität London zusammen.
In den 1960er-Jahren entstand ein sogenanntes Wurzellabor – ein mit Glas verkleideter Tunnel, in dem Forscher und Besucher von unten die Wurzel diverser Bäume beobachten konnten. Das Wurzellabor wurde zum Vorbild verschiedener anderer derartiger Anlagen in den USA. In East Malling aber verfiel es nach den Kürzungen und Einschränkungen, die das Institut seit 1989 trafen.

### Sortenzüchtungen

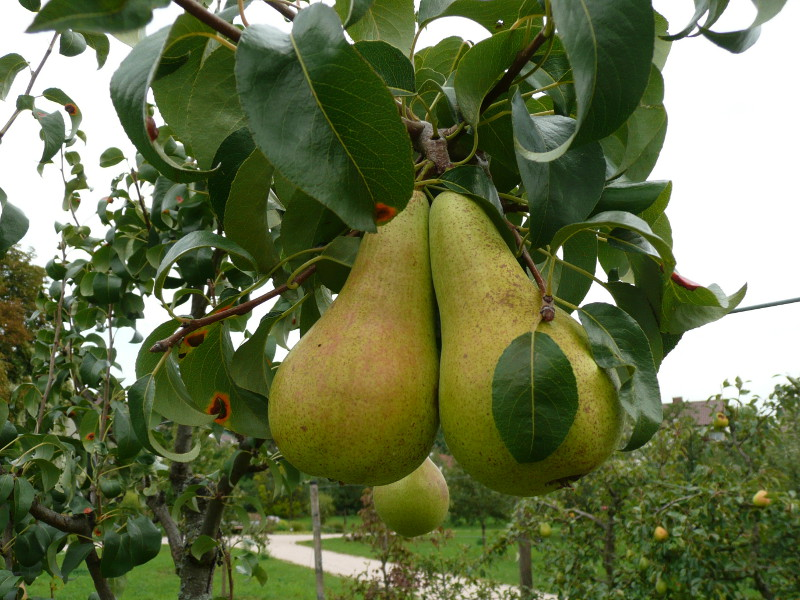
Birne ‘Concorde’
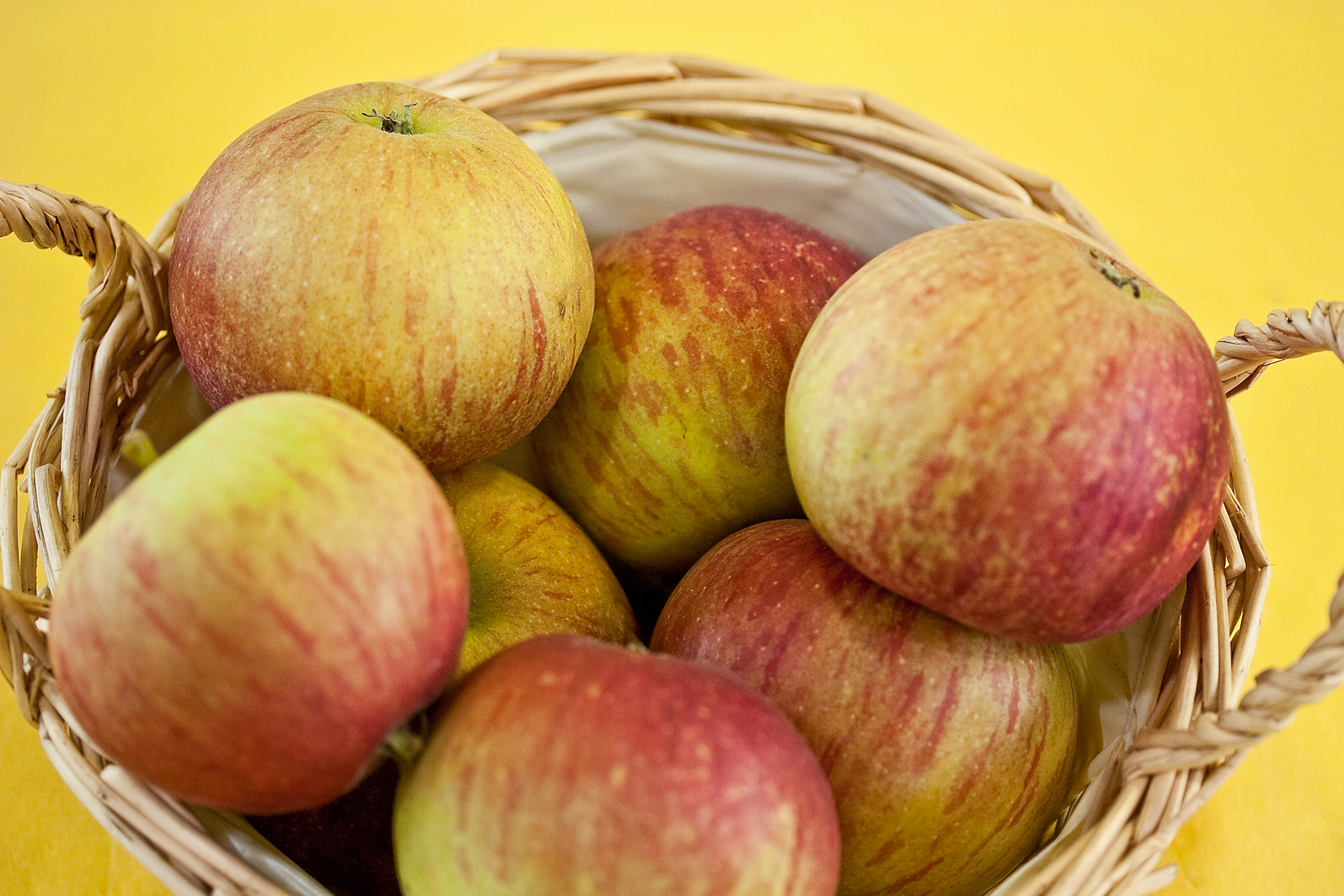
Apfel ‘Fiesta’
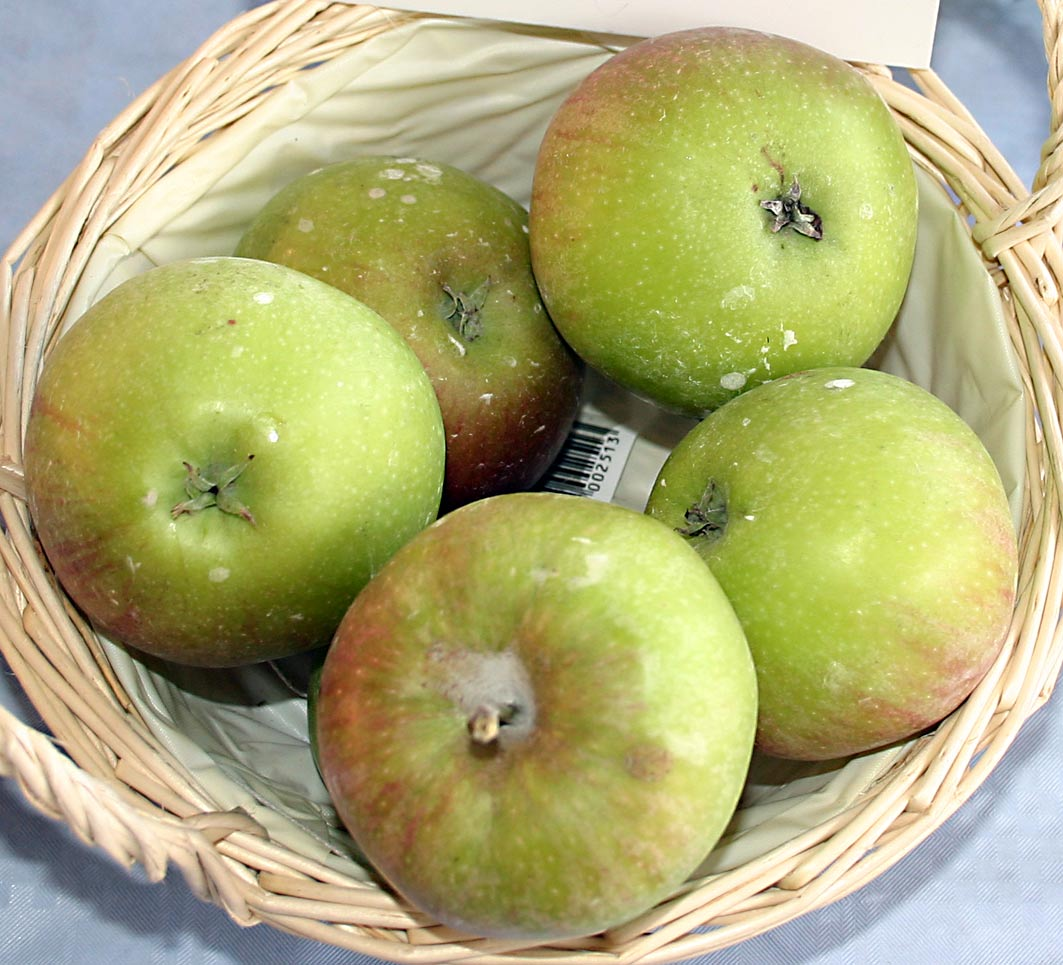
Apfel ‘Suntan’
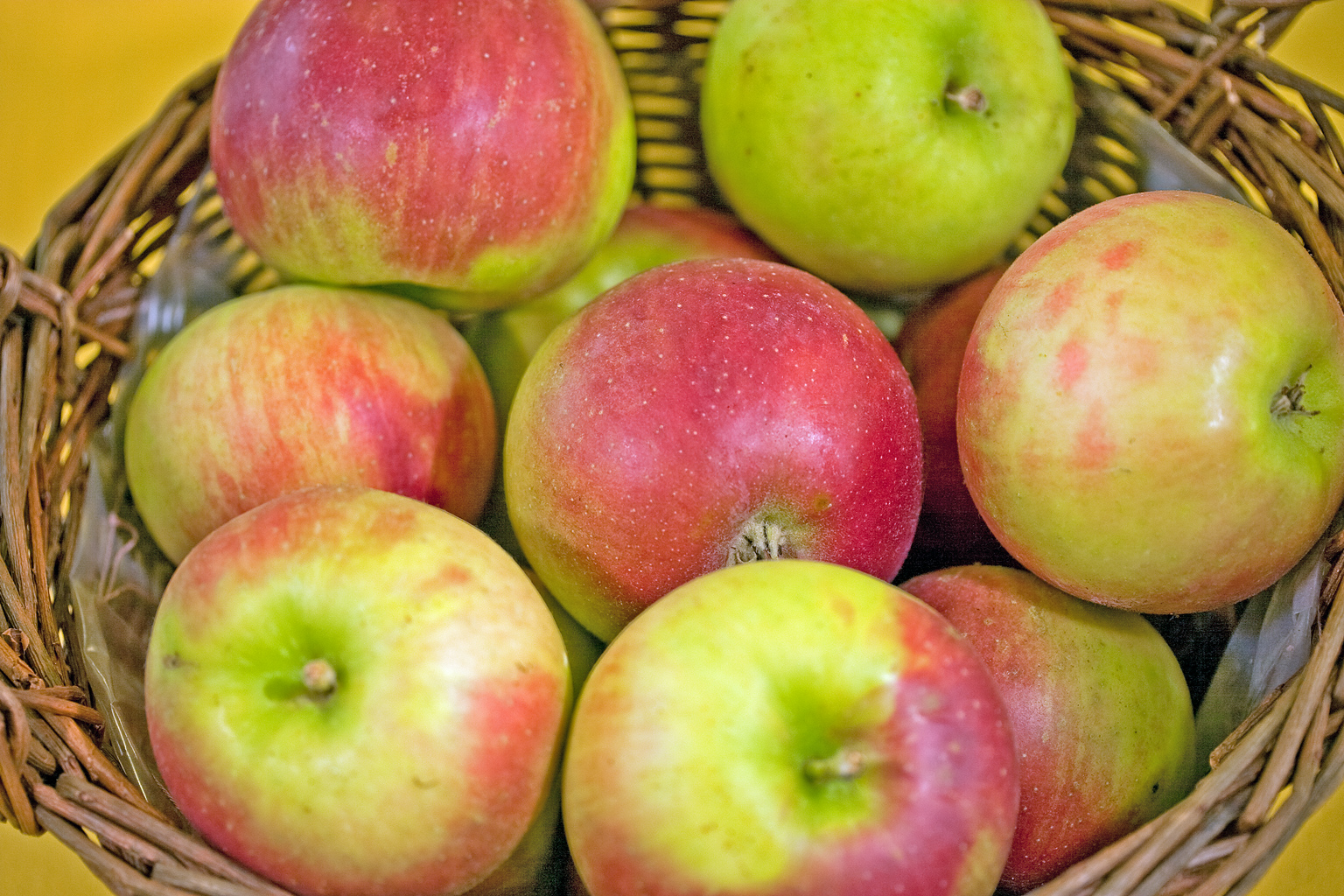
Säulenapfel ‘Waltz’

Die Züchtung neuer Apfelsorten, die direkt im kommerziellen Anbau eingesetzt werden konnten, intensivierte sich seit den 1980ern. Seit dem Zweiten Weltkrieg bis in die 2000er entstanden in East Malling die Sorten ‘Fiesta’, ‘Falstaff’, ‘Sunrise’, ‘Suntan’, ‘Meridian’ und ‘Saturn’, der Kochapfel ‘Charlotte’ und der Ciderapfel ‘Angela’. Aus East Malling stammen die Birnensorte Concorde und die weltweit verbreitete Kirschunterlage ‘Colt’. Auch aus East Malling stammen die ersten genießbaren Apfelsorten aus Ballerina- bzw. Säulenbäumen. Der Züchter Ken Tobutt züchtete seit 1990 essbare Sorten wie ‘Maypole’, ‘Bolero’, ‘Waltz’ und ‘Polka’ an Säulenbäumen, die ursprünglich aus Kanada stammten. Aus East Malling stammen 11 Himbeer-, 7 Stachelbeer- und 32 Erdbeersorten, die im Markt eingeführt sind.

### Umstrukturierungen und Kürzungen seit 1982
Im Zuge der Umstrukturierung staatlicher Einrichtungen unter Margaret Thatcher begannen Kürzungen und Umstrukturierungen im Institut seit 1982. Im Jahr 1989 legte Großbritannien das Institut in East Malling, die Gemüseforschung (Freiland) in Wellesbourne und die Gemüse- und Pilzforschung (unter Glas) in Littlehampton zu einer Organisation zusammen. Diese nannte sich zuerst Institute of Horticultural Research später dann Horticultural Research International. Im Zuge der Zusammenlegung musste East Malling die Grundlagenforschung an andere Institute abgeben, bekam dafür aber die angewandte Erdbeerzucht zugeteilt. Seit 1995 ist das Institut in Littlehampton ganz aufgelöst.
Einrichtungen, die von East Malling abgezogen wurden, waren beispielsweise das Commonwealth Agricultural Bureau (nach Wallingford) oder die Hopfenforschung (1998 an das – mittlerweile auch geschlossene – Wye College). Forscher diverser eingestellter Bereiche zur Forschung – unter anderem zum Pflanzengewebe, zu diversen chemischen Rezeptoren und zur Photosynthese wechselten an Universitäten und Institute im gesamten Commonwealth von Greenwich bis Simbabwe und Neuseeland.

### Seit 2005
Seit 2005 ist East Malling wieder selbständig. Seit 2011 besitzt das Institut den „Associate Status“ an der University of Reading, was bedeutet, dass Studenten aus Reading in East Malling arbeiten können, und das Institut die Bibliothek von Reading mitbenutzt.
In den letzten Jahren wird East Malling kaum noch vom Staat bezuschusst, so dass die britische Obstforschung international nur noch wenig präsent ist. Dies führte dazu, dass die Jahresberichte aus East Malling selbst für deutsche Forscher nur noch schwer zu bekommen sind. In East Malling selbst gibt es neben der fortgeführten Forschung auch noch ein Seminarhaus, ein Restaurant und einen kleinen kommerziellen Obstbau zur Direktvermarktung.
Das Gelände ist noch immer 202 Hektar (etwa 500 Acres) groß. Teile des Landes sind aber mittlerweile an Baumschulen verpachtet, die dort normale kommerzielle Züchtung betreiben. Direkt zu East Malling gehört noch der Hatton Garden – ein Schaugarten, in dem insbesondere viele verschiedene Obstunterlagen angepflanzt sind.

## Anlage
Viele der Originalgebäude sind nach der mehrfachen Umstrukturierung, Privatisierung und Verkleinerung mittlerweile nicht mehr im Besitz des Instituts oder komplett an externe Unternehmen vermietet. Die Stallungen von 1914, die anfangs den Stall, dann die Bibliothek und die Büros des Commonwealth Agricultural Bureau beherbergten, sind mittlerweile ganz an Externe vermietet.
Zur Forschungsstation gehört Bradford House, ein Herrenhaus aus dem 18. Jahrhundert, das das Institut im Jahre 1938 zusammen mit 200 Acre Land vom Bradford Estate erworben hatte. Dieses ist zum Teil ebenfalls an externe Unternehmen vermietet, zum Teil zu einem Konferenzzentrum umgebaut, aber auch der East Malling Trust hat dort seinen Sitz.
Das Gelände hat einen zentralen Gebäudekomplex, zu dem unter anderem wieder ein CA-Lager (von 1992), ein Gebäude für ökologischen Obstbau (von 2001) und eine Bibliothek (von 2001) gehören. Die Bibliothek musste dabei mehrfach umziehen: von ihrem ursprünglichen Standort im Stallgebäude über einen Bürocontainer auf dem Gelände und 2001 in den neuen Zentralkomplex.